# Sherlock Holmes: The Awakened
 (avril 2024).
Si vous disposez d'ouvrages ou d'articles de référence ou si vous connaissez des sites web de qualité traitant du thème abordé ici, merci de compléter l'article en donnant les références utiles à sa vérifiabilité et en les liant à la section « Notes et références ».
Sherlock Holmes: The Awakened est un jeu vidéo d'action-aventure développé et édité par Frogwares, sorti le 11 avril 2023 sur Windows, Xbox One, Playstation 4, PlayStation 5, Xbox Series et Nintendo Switch.
Bien qu'il s'agisse du dixième volet de la série de jeux Sherlock Holmes, il s'agit en réalité d'un remake du jeu Les Aventures de Sherlock Holmes : La Nuit des sacrifiés dont la version originale était sortie en 2006. L'histoire a été réécrite pour être la suite de Sherlock Holmes: Chapter One.
Le jeu croise l'univers de Sir Arthur Conan Doyle avec celui de l'écrivain H.P. Lovecraft.

## Trame

### Synopsis
L'histoire se déroule en 1882, deux ans après les événements du jeu précédent. Au 221B Baker Street, un jeune Sherlock Holmes s'impatiente à conclure une série d'affaires de cambriolages, qui malheureusement s'achève par une tournure ne concordant pas avec les déductions du détective. Afin de consoler le détective, le docteur Watson lui propose de résoudre un problème d'un de ses clients vivants dans le quartier, le Capitaine Stenwick. En effet, son serviteur maori Kimihia est porté disparu. Après une série de déductions, Holmes conclut que Kimihia a en réalité été kidnappé par deux hommes. Au fur et à mesure, Holmes et Watson vont réaliser que cette disparition mais également de nombreuses autres sont liées à une secte vénérant un dieu ancien nommé Cthulhu. Le duo va alors se fixer comme objectif se stopper à tout prix cette secte, même si cela risque de mettre en péril leur santé mentale...

### Personnages
L'histoire se concentre particulièrement sur la relation entre Sherlock Holmes et le docteur Watson. Assez formelle au début du jeu, elle devient, dus aux événements qu'ils encourent, une amitié de plus en plus fusionnelle, presque comme une fraternité à la fin du jeu.

#### Personnages principaux
- Sherlock Holmes : Il est le personnage central. Au début de l'aventure, Holmes conserve ses traits excentriques que nous avions déjà pu voir dans Sherlock Holmes: Chapter One. Convaincu que la raison est capable d'expliquer tout événement, y compris à l'apparence surnaturelle, il se laisse toutefois perturber par des visions qu'il ne peut expliquer. Chaque vision que le détective subit semble le conduire petit à petit à la folie et à une instabilité mentale qui va briser le jeune Holmes.
- Docteur John Watson : Ancien médecin militaire ayant été impliqué dans un conflit en Afghanistan, il conserve encore un certain traumatisme de cette guerre, ressentant une certaine culpabilité d'avoir survécu, là où ses camarades ont péri. Il partage depuis peu un appartement avec Holmes. Bien que la relation avec ce dernier était assez formelle au début, il se révèle, au moment où son compagnon commençait à être perturbé par les événements, être un soutien sans faille et fait preuve d'une humanité et d'un grand courage.

#### Personnages secondaires
- Mycroft Holmes : Le frère aîné de Holmes. Il travaille pour le gouvernement britannique. Cet importance l'oblige à se concevoir une carapace, le faisant paraître sans cœur. Par ailleurs, la relation entre lui et son frère cadet Sherlock est toujours aussi tendue. Il considère les affaires de Holmes comme non essentielles, voire des enfantillages. Bien qu'il ne le montre pas, il s'inquiète de la santé mentale de son frère.
- Professeure Gygax : Cruelle et sans pitié, elle est la sinistre directrice de l'institut du Black Edelweiss, situé en Suisse.
- Shérif Grubb : Le shérif de la Nouvelle-Orléans. C'est un être redoutable, qui n'hésite pas à enfreindre les codes moraux pour arriver à ses fins.
- Errol Arneson : un gentleman habitant dans le quartier français de la Nouvelle-Orléans qui s'est retrouvé mêlé à l'enquête.
- Lord Rochester : Un aristocrate qui a mystérieusement disparu en mer.

### Lieux
- 221B Baker Street : L'appartement qu'ont loué à Mme Hudson Sherlock Holmes et le docteur Watson, et le lieu où ils partagent leur vie commune. L'habitation est ici vue particulièrement en désordre dû à l'excentricité du détective et ce au dépit de son colocataire.
- Quartier du 221B Baker Street : Ce quartier de Londres où se trouve l'appartement de Holmes et Watson est relativement paisible. On y trouve des commerces comme la libraire de Barnes ou l'échoppe de fleurs de Miss Flemming. Quelques ambassades se trouvent également dans ce quartier, ainsi que quelques demeures aisées comme celle du capitaine Stenwick.
- Port de Londres : Un lieu très peuplé de la ville. On y trouve un chantier naval à proximité des quais de la Tamise, un pub peu fréquentable, des entrepôts, ainsi qu'un petit quartier de taudis mal famés. Une partie des habitants pauvres de la ville vivent ici, ce qui peut inciter au développement de commerces ou entreprises illicites.
- L'institut Black Edelweiss : Un institut situé vers Interlaken en Suisse fondé en 1789 par le professeur Keller. Très vite, l'institut se spécialise dans les soins des maladies mentales et les addictions. L'actuelle directrice est la professeure Gygax.
- La Nouvelle-Orléans : La célèbre ville de l'état de Louisiane aux États-Unis d'Amérique, n'était encore, lors de l'affaire, qu'une ville relativement jeune qui se développe rapidement. On y trouvait un port où on trouvait accostés des bateaux à vapeur du fleuve Mississippi, une banque, et de nombreux commerces, ainsi que des quartiers atypiques comme le quartier chinois, le quartier créole ou le quartier des pêcheurs. On trouvait également des demeures luxueuses comme dans le quartier français.
- Le bayou : Le bayou est une zone marécageuse sinistre qui entoure la ville de la Nouvelle-Orléans. L'atmosphère y est très dense. Cette zone est dangereuse pour toutes personnes s'y rendant à cause d'une faune et flore dangereuses comme les alligators ou les mangroves. On y trouve de très nombreux chemins où il est facile de se perdre.
- Le phare d'Ardnamurchan : Situé sur la côte ouest du Lochaber en Écosse, il a été construit par l'ingénieur Alan Stevenson en 1849. Un lieu très dangereux où de nombreux navires s'échouent contre le littoral. Ce lieu semble être devenu le lieu d'un culte sinistre.

## Système de jeu
Le jeu est un jeu à la troisième personne où le joueur incarne le détective physiquement et mentalement, mais également le docteur Watson par moments. Un carnet regroupe toutes les informations découvertes, autant les documents que les observations ou les preuves. On y trouve également une carte des zones de jeu, une garde-robe. Le palais mental permet de tisser des liens grâce aux éléments récupérés. Là où dans Chapter One, il n'était pas indiqué au joueur s'il s'était trompé ou non, ici les déductions doivent être correctes pour pouvoir poursuivre certaines phases d'enquêtes. Le joueur peut également dresser des portraits de personnages interroger en fonction de deux choix proposés. Un mode de concentration peut permettre de visualiser des détails cachés ou de reconstituer des événements. Des recherches d'archives sont proposés afin d'identifier certains indices.
L'aventure se divise en 8 chapitres.

## Développement
Lors d'une interview, le studio de développement Frogwares révèle qu'il n'était pas dans leur intention originelle de réaliser une suite à Sherlock Holmes: Chapter One sorti en 2021, mais le contexte de la guerre en Ukraine débutée le 24 février 2022 les forcèrent à revoir leurs plans (le studio était situé à Kyiv). Contrairement à l'épisode précédent qui était un jeu dans un monde ouvert, il a été décidé de restreindre le jeu à de vastes zones fermées.
D'abord dévoilé sous le nom de Project Palianytsia, le jeu a été officialisé le 28 juillet 2022 pour une sortie visant le premier trimestre 2023.
Une campagne Kickstarter a été lancée par les développeurs afin de récolter des fonds pour le développement du titre avec un premier plafond fixé à 70 000 euros, et avec plusieurs plafonds fixés qui seront récompensés par de nouveaux ajouts au jeu. En avril 2023, la campagne a atteint un score de 252 599 euros avec 4876 contributeurs.
Alors qu'il avait été précisé que le jeu sortirait en février ou mars 2023, l'équipe de développement publia le 16 février 2023 une vidéo annonçant un délais du jeu vers fin mars ou début avril 2023, en raison de nombreuses difficultés causées principalement par le conflit russo-ukrainien.
Le 13 mars 2023, le studio ukrainien fixe la date de sortie du jeu au 11 avril 2023.

## Musique
Les musiques sont disponibles en téléchargement légal sur les différents magasins en ligne de jeux vidéo en tant que DLC du jeu. Les musiques sont créditées comme étant composées par Viacheslav Pakalin.

## Doublage
Contrairement au jeu original qui avait un doublage français, le doublage est ici uniquement disponible en anglais.
Le docteur Watson, qui, dans le jeu précédent, était doublé par Wil Coban, est ici interprété par Andrew Wincott. Ce dernier avait par ailleurs déjà prêté sa voix au personnage dans Sherlock Holmes: The Devil's Daughter sorti en 2016.
- Alex Jordan[8] : Sherlock Holmes
- Andrew Wincott[8] : Docteur John Watson
- Philippe Bosher[8] : Mycroft Holmes
- Rachel Atkins[8] : Professeure Gygax
- Toby Longworth[8] : Lord Rochester